# كريستوفر غانغ

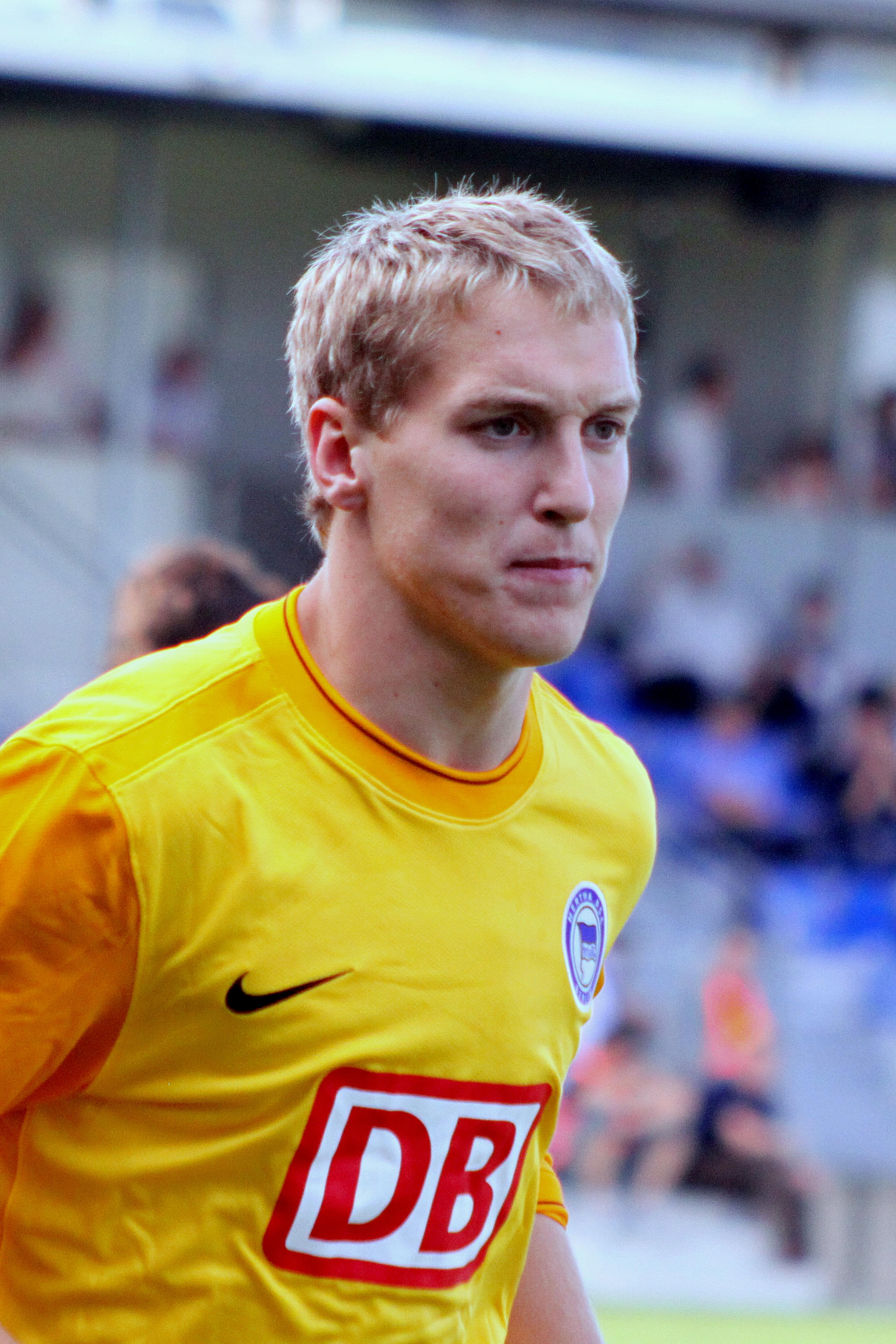

كريستوفر غانغ (بالألمانية: Christopher Gäng)‏ (مواليد 10 مايو 1988 في مانهايم - ألمانيا الغربية) لاعب كرة قدم ألماني يلعب حاليا لصالح نادي الدرجة الأولى هرتا برلين الألماني منذ 2007 في مركز حارس مرمى .

## روابط خارجية
- كريستوفر غانغ على موقع قاعدة بيانات كرة القدم.إي يو (الإنجليزية)
- كريستوفر غانغ على موقع بيانات كرة القدم. دي إي (الألمانية)
- كريستوفر غانغ على موقع Soccerway.com (الإنجليزية)
- كريستوفر غانغ على موقع عالم كرة القدم.نت (الإنجليزية)